# بحر الملك هاكون السابع
بحر الملك هاكون السابع (بالنرويجية: Kong Håkon VII Hav‏) هو الاسم المفترض لجزء من المحيط الجنوبي على ساحل شرق القارة القطبية الجنوبية. سمي البحر باسم هاكون السابع ملك النرويج.